# Уважаемият Евън Хансън
„Уважаемият Евън Хансън“ (на английски: Dear Evan Hansen) е американска музикална драма от 2021 г. на режисьора Стивън Чобски, по сценарий на Стивън Левенсън, базиран е на едноименния мюзикъл на Левенсън, Бендж Пасек и Джъстин Пол. Във филма участват Бен Плат, Кейтлин Девър, Амандла Стенбърг, Ник Додани, Колтън Райън, Дани Пино, Джулиан Мур и Ейми Адамс.